# Mike Mangold

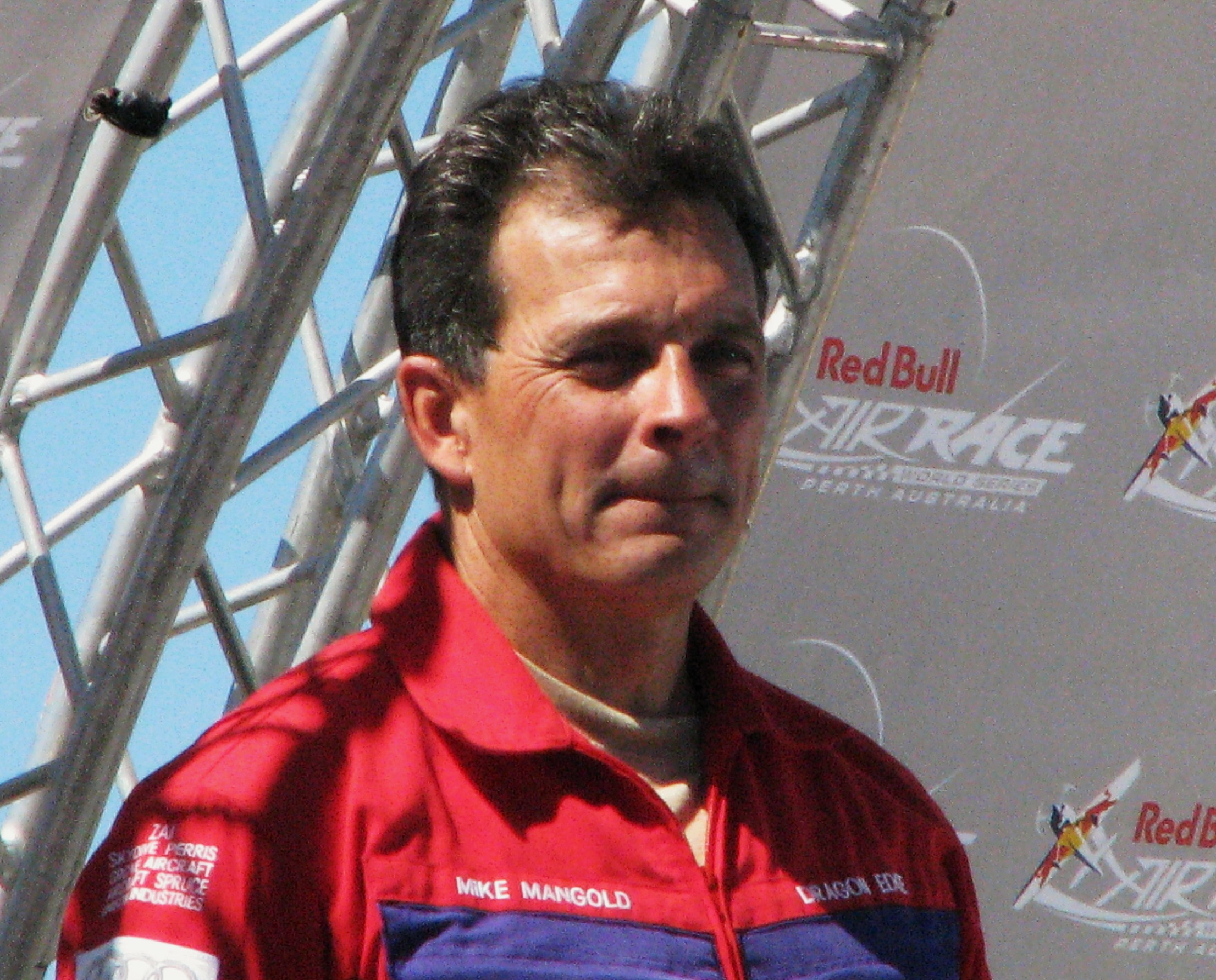
Mangold bei der Titelvergabe 2007

Michael Eugene „Mike“ Mangold (* 10. Oktober 1955 in Cincinnati, Ohio; † 6. Dezember 2015 in Apple Valley, Kalifornien) war ein US-amerikanischer Pilot (American Airlines) und Kunstflugpilot.

## Werdegang
1984 schloss er die Air Force Fighter Weapons School als bester Pilot seines Jahrgangs mit „ausgezeichnetem Erfolg“ ab. Bis zu seinem Wechsel in die Zivilluftfahrt war er eines der Aushängeschilder der US Air Force. Seit 1990 widmete er sich dem Kunstflug. Insgesamt verbrachte er statistisch gesehen rund zwei Jahre in der Luft. Er starb als Pilot beim Absturz einer L-39 in der kalifornischen Wüste, beim Start vom Apple Valley Airport im San Bernardino County.

## Erfolge
Mit seinem Flugzeug, einer Zivko Edge 540, gewann er 2004 beide Rennen der Red Bull Air Race Weltmeisterschaft. Weitere Erfolge in dieser Serie waren:
- 2005 Sieger in der Gesamtwertung mit 36 Punkten
- 2006 Dritter mit 30 Punkten
- 2007 Sieger mit 47 Punkten